# Sōhei Kamiya
Sōhei Kamiya (神谷 宗幣, Kamiya Sōhei), né le 12 octobre 1977 à Takahama, est un homme politique japonais, fondateur et secrétaire général du parti Sanseitō. Il est membre de la Chambre des Conseillers depuis 2022 en étant élu dans la circonscription proportionnelle de la Chambre des conseillers.
Théoricien du complot, il promeut la désinformation sur la pandémie de Covid-19 et est anti-vaccin. Il attire l'attention des médias internationaux alors qu'il fait campagne pour les élections à la Chambre des conseillers de 2022 en raison de sa rhétorique antisémite lors d'apparitions publiques et de rassemblements de campagne. Son parti est parfois décrit comme une secte par les experts et ses adversaires politiques,.

## Enfance et formation
Kamiya naît à Takahama, dans la préfecture de Fukui. En 1996, il est diplômé du lycée préfectoral de Wakasa de Fukui, avec une spécialisation en sciences et mathématiques. Il entre ensuite à la Faculté des Lettres de l'Université du Kansai, au département d'Histoire et de Géographie (aujourd'hui appelé département des Sciences Humaines Générales). Il déménage à Suita, dans la préfecture d'Osaka, après avoir obtenu son diplôme en 2001. Il devient professeur au lycée préfectoral Wakasa Higashi de Fukui. En 2002, il devient employé de Kamiya Store, une entreprise dirigée par ses parents, et occupe le poste de directeur de magasin. En 2003, il fait un bref retour en tant que professeur au lycée préfectoral Wakasa Higashi de Fukui. En 2004, il s'inscrit au cours de formation professionnelle juridique de la faculté de droit de l'université de Kansai et termine ses études en 2007 avec un diplôme de Juris Doctor.

## Carrière politique

### Les premières années
Lors des élections municipales japonaises de 2007, Kamiya est élu au conseil municipal de Suita. Kamiya fonde le parti politique régional Suita Shinsengai la même année. En juin 2010, il crée l'Association nationale du projet Ryoma et en assume le poste de président. En 2011, Kamiya est réélu membre du conseil municipal de Suita. Il est ensuite élu vice-président du conseil municipal.
En novembre 2012, Kamiya rejoint le Parti libéral-démocrate et il devient le chef de la branche du parti du 13e district d'Osaka (Higashiōsaka), en remplacement d'Akira Nishino. Il démissionne ensuite de son siège au conseil municipal de Suita pour se présenter aux élections générales japonaises de 2012, avec le président du PLD de l'époque, Shinzō Abe, faisant personnellement campagne au nom de Kamiya, mais il perd contre Koichi Nishino du Parti de la restauration du Japon.
En 2013, Kamiya crée une chaîne YouTube nommée « ChGrandStrategy ». Il y défend des idées politiques d'extrême droite, le révisionnisme historique et des théories du complot. En juin 2023, la chaîne compte 338 000 abonnés et plus de 3 000 vidéos.
Lors des élections locales de 2015, Kamiya se présente à l'Assemblée préfectorale d'Osaka en tant que candidat indépendant pour la circonscription électorale de Suita, mais il est battu, en se classant 6e sur 6 candidats.

### L'ère Sanseitō

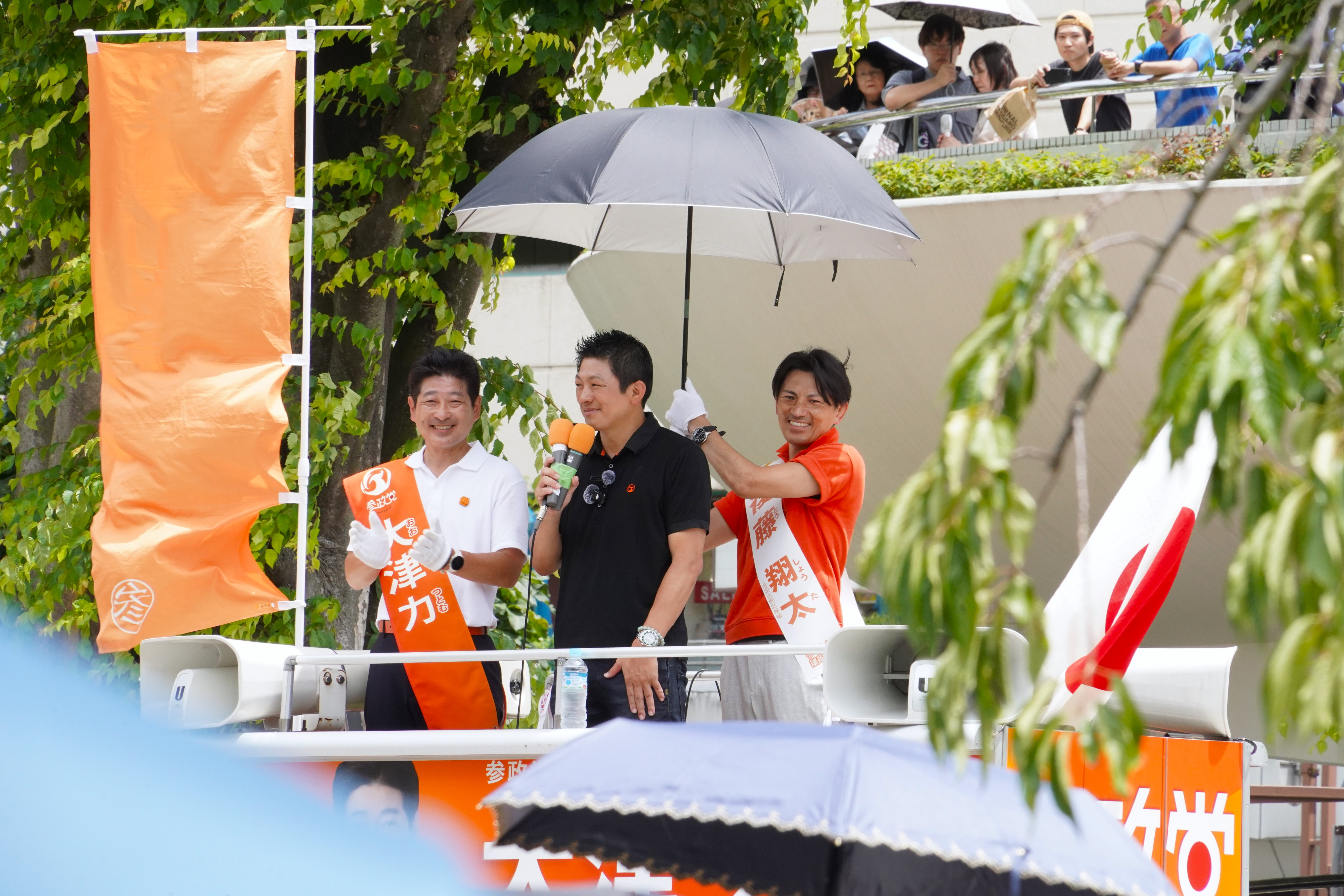
Sōhei Kamiya (en noir) en campagne pour les élections de 2025

En 2019, Kamiya lance une organisation politique en ligne, « 政党DIY » (Parti politique DIY). Un an plus tard, en mars 2020, il fonde le parti politique « Sanseitō » aux côtés de Manabu Matsuda, Yuya Watase et Tsuneichiro Shinohara, et assume le poste de secrétaire général.
Le 10 juillet 2022, Kamiya dépose sa candidature pour l'élection des conseillers de 2022 pour le bloc de représentation proportionnelle et il est élu,. Il entre en fonction le 26 juillet 2022.
Le 30 janvier 2023, cinq membres du Sanseitō, dont Kamiya, sont poursuivis en justice par le parti NHK pour fraude. Lors d'un discours prononcé à Shimonoseki le 31 janvier 2023, Kamiya attaque le parti NHK, affirmant que « le parti NHK a des dirigeants qui ont des liens avec des groupes de gauche radicaux et des forces anti-japonaises ». En réponse à cela, le parti NHK déposé une autre plainte le 2 février 2023, réclamant 100 millions de yens de dommages et intérêts contre Sanseitō et Kamiya.
Les élections à la Chambre des conseillers du Japon de 2025 voient la montée en popularité de plusieurs partis ultraconservateurs qui portent une ligne nationaliste, populiste et anti-immigrationniste. Ces derniers parviennent à faire de l'immigration un enjeu majeur de la campagne électorale. Confronté au vieillissement de sa population et à l'importante baisse de sa population active qui en découle, le Japon a en effet de plus en plus recours à l'accueil de travailleurs étrangers. Ces derniers atteignent 3,5 millions en 2024, soit 2,8 % de la population, un record sur un archipel réputé pour son faible taux d'immigration.
Cette montée est plus particulièrement incarnée par le dirigeant du Sanseitō, Sōhei Kamiya, qui fait campagne sur le thème du « problème des étrangers », la comparaison avec la politique migratoire de l'Union européenne jugée « incontrôlée », ainsi que la mise en avant d'une « préférence nationale » sous le slogan « Les Japonais d'abord ! ». Son discours xénophobe touche une partie de l'électorat, qui estime normal « d'exiger que les immigrés respectent nos règles et que nous, les Japonais, bénéficiions d'une discrimination positive par rapport à eux. »,.

## Controverses

### Antisémitisme
Lors de sa campagne pour le Sanseito aux élections de la Chambre des conseillers japonaise de 2022, Kamiya déclare publiquement devant des passants que le « Sanseito ne vendrait pas le Japon au capital juif », une remarque accueillie par des applaudissements à l'époque, mais qui a donné lieu à une couverture médiatique internationale et à une condamnation ultérieure.
Dans l'une de ses propres publications, Kamiya déclare que « les puissants, qui visent à créer d'énormes profits en vendant des vaccins et des médicaments, appellent activement au port de masques en utilisant les médias de masse tels que es journaux et la télévision afin d'attiser excessivement la peur de la pandémie de Covid-19. » et il explique que « les puissants » font référence au capital financier international et aux multinationales mondiales. Dans le même livre, Kamiya décrit ces capitaux financiers et ces multinationales mondiales comme « juifs ». Lorsque Kamiya apparait dans une interview à la télévision le 18 août 2022 après avoir été élu à la Chambre des conseillers, il déclare : « Il est vrai que le capital juif est impliqué, mais je pense que c'était mal de l'écrire de telle manière que cela puisse être mal interprété comme si tout était fait par des Juifs, donc je devrai le corriger à l'avenir. » ,.

## Opinions politiques

### Politique extérieure
- Kamiya estime que les sanctions japonaises contre la Russie devraient être atténuées[18],[19].
- Kamiya estime que le gouvernement japonais devrait adopter une « position plus ferme » à l'égard de la Chine concernant le conflit des îles Senkaku et la question de Taiwan[18].
- Pour améliorer les relations entre la Corée du Sud et le Japon, Kamiya estime que les deux parties devraient faire des concessions mutuelles sur les « questions conflictuelles »[18]. Cependant, Kamiya s'oppose à la construction du tunnel sous-marin Japon-Corée[20].

### Politique de défense et de sécurité
- Kamiya est favorable à l'abrogation et à l'abolition de l'Article 9 de la constitution japonaise afin que le Japon puisse se remilitariser et établir des forces armées permanentes[18],[21],[19].
- Kamiya estime que les dépenses militaires du Japon devraient être augmentées à 2 % du produit intérieur brut[18].
- Kamiya est favorable à ce que les forces japonaises d'autodéfense soient autorisées à attaquer de manière préventive des forces ennemies en cas de « conflit armé inévitable », ce qui est actuellement interdit par la Constitution[18],[21],[19].
- Kamiya estime que le Japon devrait posséder des armes nucléaires[18].

### Politique économique
- Kamiya soutient les Abenomics, mais estime que des réformes sont nécessaires pour que cette politique économique soit un succès[18].
- Kamiya estime que la Banque du Japon devrait revenir à une politique monétaire plus stricte[18].
- Kamiya est favorable à la réduction de la taxe à la consommation et s'oppose à l'impôt progressif[18].
- Kamiya estime que l'énergie nucléaire est nécessaire pour le moment, mais qu'elle devrait être progressivement abandonnée[18].

### Politique sociale
- Kamiya s'oppose à la légalisation du mariage homosexuel[18],[19].
- Kamiya s'oppose à ce que les membres d'un couple adoptent des noms de famille différents[18],[19].
- Kamiya s'oppose à ce qu'il y ait une femme comme héritière dans la  famille impériale du Japon[18],[19].
- En ce qui concerne la vaccination contre la COVID-19 au Japon, Kamiya estime que le gouvernement n'a « rien à voir avec la vie des individus », et il s'oppose aux programmes financés par l'État visant à encourager la vaccination de la population[22].
- À propos du port du masque pendant la pandémie de Covid-19, Kamiya déclare que « les gens ont le droit de ne pas porter de masque »[23]. Mais il explique également qu'il ne viole pas les protocoles de santé : « Je porte des masques dans les avions »[24].

## Vie personnelle
En 2017, Kamiya est le mari de Fumi Kamiya, une ancienne membre du personnel de son bureau alors qu'il était conseiller municipal de Suita. Le couple a un fils et une fille.